# Slaget om Tammerfors
Slaget om Tammerfors var ett slag under det finska inbördeskriget som pågick mellan den 16 mars och den 6 april 1918. Slaget, som kan betraktas som det finska inbördeskrigets vändpunkt, slutade med seger för de vita. En stor del av Tammerfors förstördes under de intensiva gatustriderna.
Operationerna mot Tammerfors inleddes den 16 mars 1918 under ledning av överbefälhavare Gustaf Mannerheim. Staden försvarades hårdnackat av de röda, ledda av Hugo Salmela. Detta blev det första slaget i Nordens historia som utkämpades i en industristad. 
Den 6 april var slaget över och hade krävt 2 000 döda och omkring 2 000 sårade på den röda sidan, medan de vita förlorade 700 döda och fick ytterligare 2 000 sårade. De vita rensade ut det sista desperata motståndet bland de röda i Tammerfors, arkebuserade hundratals röda och tog närmare 11 000 fångar. Dessa fördes till Kalevankangas fångläger, som var i gång från den 6 april till den 15 september.
Svenska Brigaden deltog i slaget om Tammerfors. De kämpade på den vita sidan och bestod av ungefär 350 frivilliga svenskar. Bland de stupade fanns historikern Olof Palme, farbror till den senare svenske statsministern Olof Palme.